# Manuel de Burgos y Mazo
Manuel de Burgos y Mazo (Moguer, Huelva, 12 de gener de 1862 - Moguer, Huelva, 22 de març de 1946) fou un polític espanyol conservador, líder del Partit Conservador a la provìncia de Huelva, i ministre en diversos governs espanyols.

## Biografia
Va néixer en una família andalusa força rica i molt vinculada a la política. El seu pare, per exemple, era el primer contribuent de Moguer i havia estat membre rellevant del Partit Progressista durant el reinat d'Isabel II d'Espanya. Ell es va encarregar d'augmentar el patrimoni i les relacions familiars amb dos encertats matrimonis: primer amb Mercedes Jiménez Sáenz, d'una coneguda família de viticultors i banquers, i després amb Carmen Domínguez Santamaría, d'una coneguda i arrelada família de polítics. Això no obstant, va dilapidar tot aquest patrimoni al llarg de la seva vida, per manca de dedicació, ja que es va dedicar més a la política que a la gestió del seu patrimoni.
Va fer els seus estudis secundaris a l'internat dels jesuïtes de Sevilla i va estudiar Dret a la Universitat d'aquesta ciutat, especialitzant-se en Dret Civil i Canònic i graduant-se el 1883. Marxa aleshores a Madrid a fer el Doctorat, on coneix Cándido Nocedal que exercirà una forta influència en el seu pensament.
A partir de 1893 es va convertir en el líder indiscutible del Partir Conservador de la província de Huelva, creant una tupida xarxa de comitès locals afins a la seva persona, tot i que mai va exercir càrrecs de caràcter local. Va ser diputat a les Corts Espanyoles des de 1893 fins a 1914. A partir de 1897 va ocupar diverses Direccions Generals als ministeris d'Ultramar i de Gràcia i Justícia.
L'any 1914, a més de ser nomenat senador vitalici, accepta el ministeri de Gràcia i Justícia en el govern presidit per Eduardo Dato que pren possessió el 4 de gener de 1915. Això l'allunya definitivament de la política provincial, tot i que continuarà controlant indirectament el partit a Huelva. Això no obstant, la seva passada pels ministeris serà breu, no n'exercí cap d'ells més d'un any.
La seva ideologia catòlica conservadora va evolucionar cap a la democràcia cristiana. A partir de 1914 va publicar els sis volums de la seva obra més ambiciosa: El problema social y la democracia cristiana, en el qual expresa el seu rebuig per la revolució socialista però també un fort interès pels problemes socials, en el convenciment que només la doctrina social catòlica pot posar fi a la crisi de la societat espanyola.
La seva presència, el 1919, en el govern Sànchez Toca com a Ministre de Governació, va posar a prova els seus principis, ja que va haver d'enfrontar-se al naixement del pistolerisme a Barcelona, aplicant mesures de caràcter conciliador que no van ser ben rebudes per la Federació Patronal. El govern Sànchez Toca es va formar uns dies després de l'assassinat de Pau Sabater i pretenia ser una solució dialogant als problemes socials, mal vista per les tendències més conservadores que només consideraven les solucions policials i repressives. Burgos y Mazo deixarà un viu recompte d'aquests mesos en el seu llibre El Verano de 1919 en Gobernación, publicat el 1921.
El 1920 va ser nomenat membre honorari de la Real Academia de Jurisprudencia i, a partir d'aquesta data, es va retirar progressivament de la vida pública, fet al que va col·laborar la seva oposició, ni que fos moderada, a la Dictadura de Primo de Rivera (1923-1930), fins al punt de mostrar-se obertament republicà a començaments de 1930 i creant a finals d'aquest mateix any el Partido de Centro Constitucional.

## Obres
- Vida Política Española. Páginas históricas de 1917, (1918)
- El problema social y la demoracia cristiana, 6 volums, (1914-1920)
- El verano de 1919 en Gobernación, (1921)
- Al servivio de la doctrina constitucional, (1930)
- De la República a ...?, (1931)
- La dictadura y los constitucionalistas, 4 volums (1934-1935)